# Studio

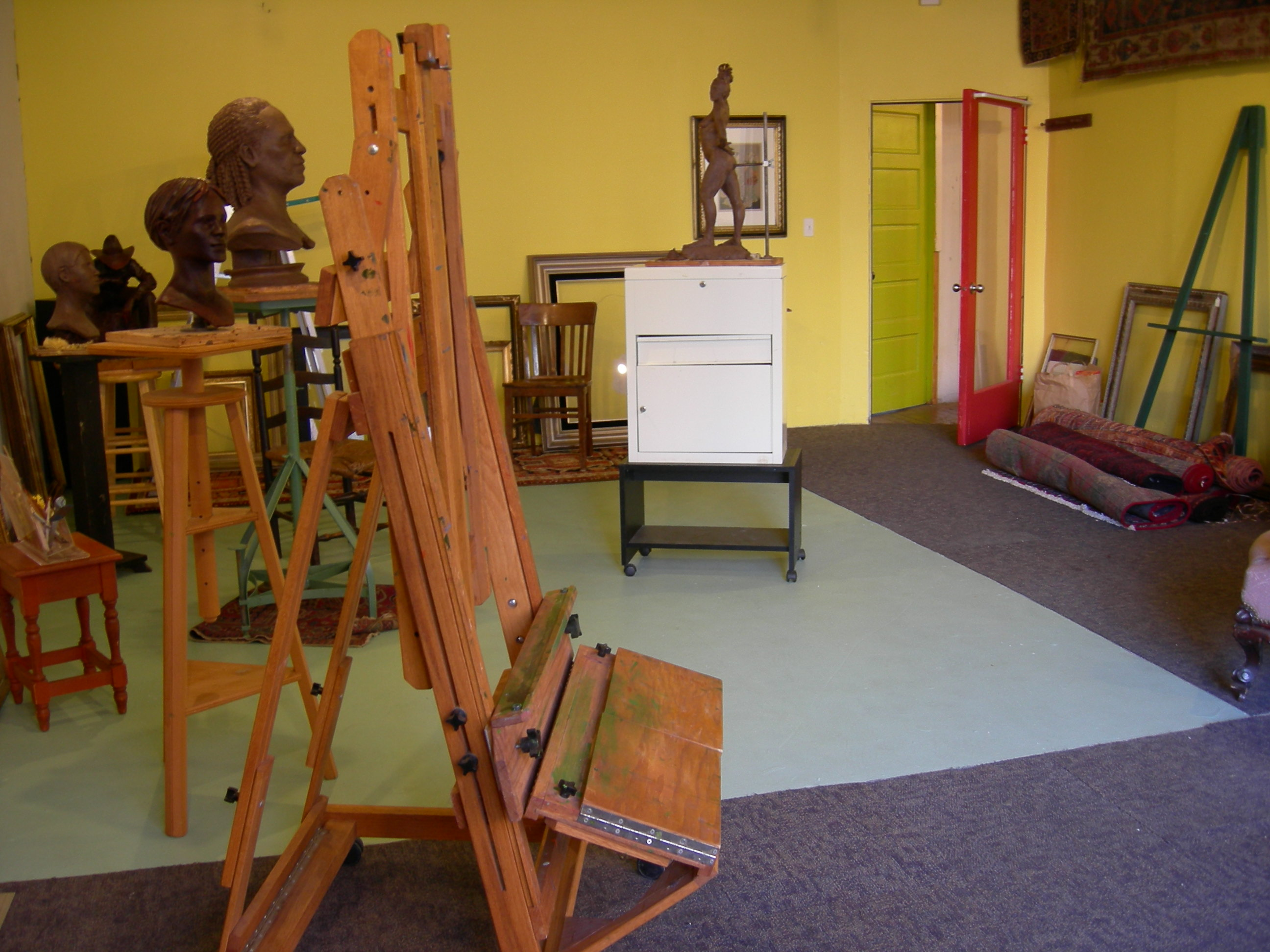
Một xưởng điêu khắc tại số 619 Đại lộ Western, trong khu phố Pioneer Square tại Seattle, nước Mỹ

Studio là không gian sáng tạo (xưởng), phòng làm việc của một nghệ sĩ hay một người thợ. Điều này có thể dành cho mục đích diễn xuất, kiến trúc, hội họa, gốm (gốm sứ), điêu khắc, origami, điêu khắc gỗ, album, nhiếp ảnh, thiết kế đồ họa, làm phim, hoạt hình, thiết kế công nghiệp, radio hoặc phát sóng sản xuất truyền hình hoặc làm nhạc.
Thuật ngữ này cũng được sử dụng cho phòng làm việc của vũ công, thường được dùng để chỉ phòng tập vũ đạo (dance studio). Từ studio được bắt nguồn trong tiếng Ý: studio, từ tiếng Latinh: studium, từ studere, có nghĩa là học hay sốt sắng. Thuật ngữ tiếng Pháp của studio, atelier ngoài nghĩa là phòng sáng tác của một nghệ sĩ còn được sử dụng để mô tả xưởng làm việc của một nhà thiết kế thời trang. Atelier cũng có ý nghĩa là nhà của nhà giả kim hoặc phù thủy. Studio cũng là một ẩn dụ cho nhóm những người làm việc trong một studio cụ thể.

## Xưởng nghệ thuật
Xưởng vẽ của bất kỳ nghệ sĩ nào, đặc biệt là từ thế kỷ 15 đến thế kỷ 19, đặc trưng cho tất cả các trợ lý, do đó, việc đề tên trên các bức tranh là "từ workshop của..." hoặc "xưởng của..." Một xưởng nghệ thuật đôi khi được gọi là một atelier, đặc biệt là trong thời đại trước đó.  Trong đương đại, sử dụng ngôn ngữ tiếng Anh, "atelier" cũng có thể tham khảo Phương pháp Atelier, một phương pháp đào tạo cho các nghệ sĩ thường diễn ra trong xưởng của một nghệ sĩ chuyên nghiệp.
"Phương pháp" được đề cập ở trên kêu gọi sự nóng lòng để nghiên cứu đóng một vai trò quan trọng trong sản xuất diễn ra trong không gian phòng làm việc. Một xưởng vẽ ít nhiều mang tính nghệ thuật ở mức độ mà nghệ sĩ chiếm lĩnh nó cam kết không ngừng học tập nhờ ý thức luật nghiêm túc của mình. Giáo trình học thuật phân loại các lớp học của xưởng để chuẩn bị cho học sinh sự nghiêm ngặt trong việc xây dựng các bộ kỹ năng đòi hỏi sự thực hành liên tục để đạt được sự phát triển và làm chủ biểu hiện nghệ thuật của họ. Một bộ óc linh hoạt và sáng tạo sẽ nắm lấy cơ hội của thực tiễn đó để đổi mới và thử nghiệm, phát triển những phẩm chất riêng biệt của từng nghệ sĩ. Do đó, phương pháp này tăng và duy trì một không gian xưởng nghệ thuật trên mức của một cơ sở sản xuất hoặc workshop đơn thuần. An toàn là hoặc có thể là một mối bận tâm trong các xưởng, với một số vật liệu sơn cần phải được xử lý, lưu trữ hoặc sử dụng đúng cách để ngăn ngừa ngộ độc, bỏng hóa chất hoặc hỏa hoạn.

## Hình ảnh

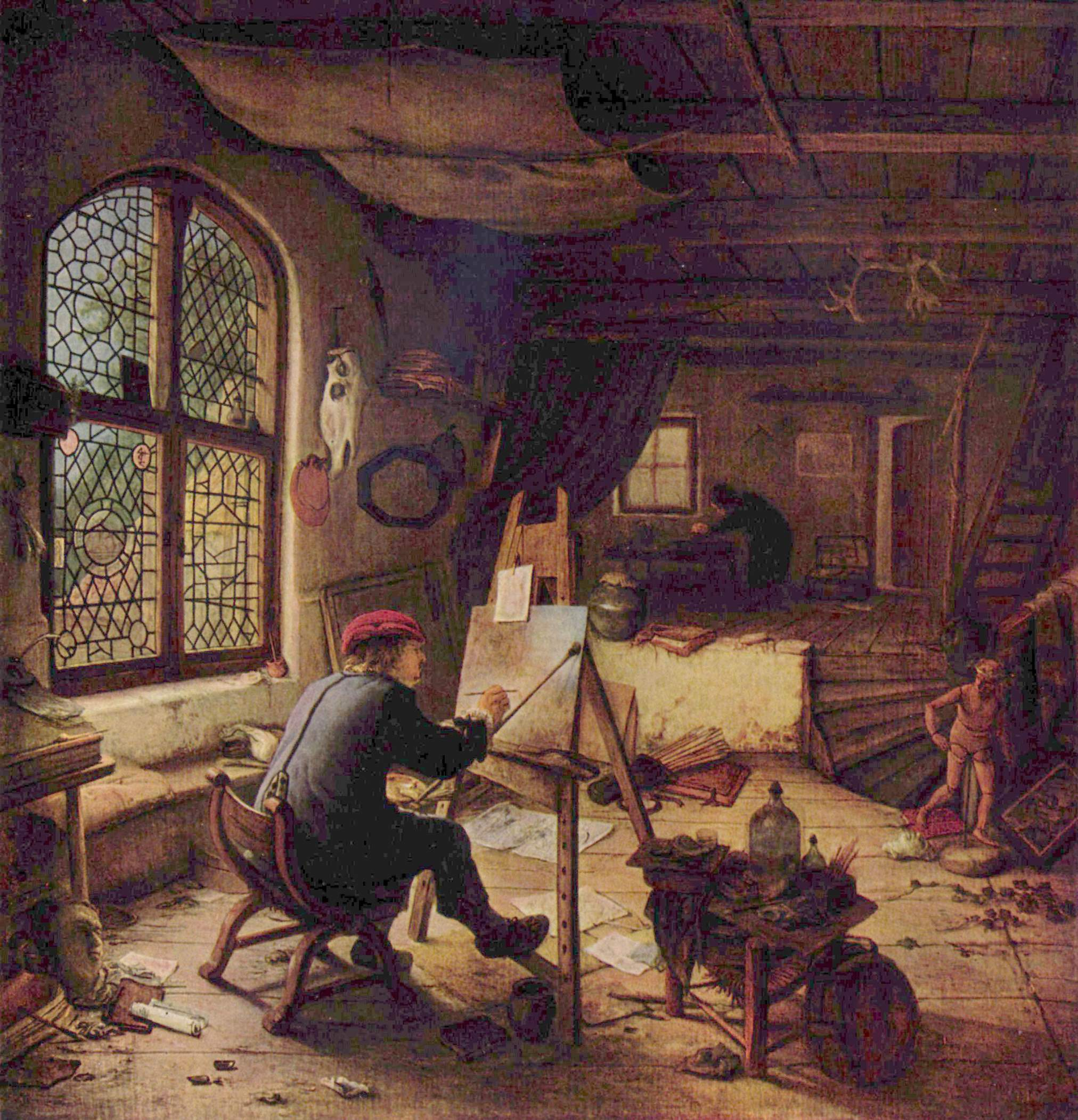
Bức tranh Selfportrait. 1663 của Adriaen van Ostade tại  Phòng trưng bày Gemäldegalerie là một bảo tàng nghệ thuật ở Berlin, Đức.
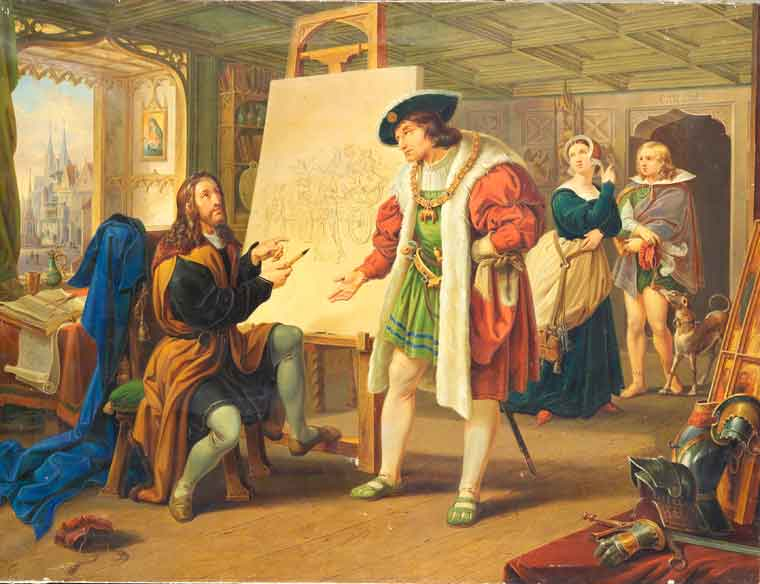
Hoàng đế Maximilian I tới Xưởng vẽ của Dürer tại Nieders (1841)
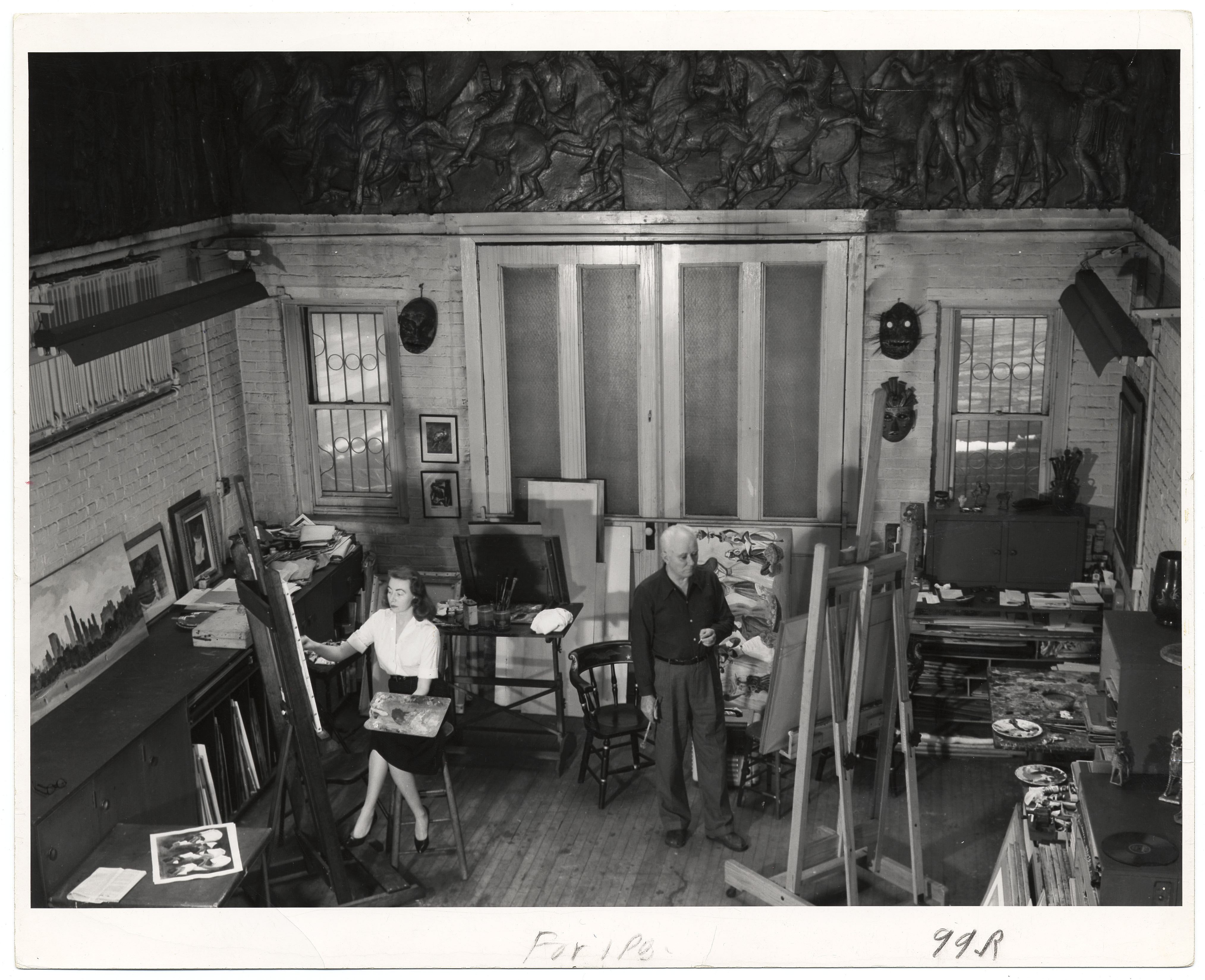
Adolf Dehn và vợ là Vỉginia trong xưởng vẽ